# Castel Romano
Castel Romano è la zona urbanistica 12M del Municipio Roma IX di Roma Capitale. Si estende sulla zona Z. XXIX Castel Porziano.

## Territorio
Il territorio della zona ha una forma trapezoidale ed è incuneato fra via Pontina e via di Pratica, chiuso a sud da via Campo Ascolano, a partire dalla rotonda con via di Pratica verso est a continuare, in linea d'aria, fino a via Pontina.
La zona urbanistica confina:
- a nord-est con la zona urbanistica 12I Decima
- a sud-est con il comune di Pomezia
- a est con la zona urbanistica 13X Castel Porziano

## Storia
L'antico feudo di Castel Romano prende il nome dalla famiglia Romani di Trastevere, che ne fu, inizialmente, proprietaria. Successivamente fu proprietà anche dei Colonna.
Nel corso del XVII secolo appartenne ai Sacchetti con titolo di marchesato.
Acquistato dal cardinale Giulio Alberoni, nel 1731 avviò la bonifica del territorio intorno, la costruzione di un grandioso palazzo e di una chiesa, dedicata a Santa Maria Assunta.
Il cardinale Alberoni lasciò il feudo in eredità al Collegio San Lazzaro di Piacenza, che lo vendette ai Carafa, che a loro volta lo rivendettero alle Congregazioni di Propaganda Fide e del Concilio.
Nel 1896, Propaganda Fide restaurò i danni del terremoto del 23 febbraio 1890 che aveva colpito Roma e prese in gestione il castello, divenendone l'attuale proprietaria.
Durante la seconda guerra mondiale i locali del castello vennero utilizzati come infermeria dai tedeschi.

## Urbanistica
Nel 1952 venne istituita la Zona industriale Pontina quindi, dal 1960, si insediarono alcuni complessi industriali, tra i quali: il Centro Sperimentale Metallurgico di fama europea, la Urmet Sud, poi Urmet Sistemi ora Urmet TLC; la Dinocittà - Studios creati negli anni '60 dal produttore cinematografico Dino De Laurentiis, su un'area di oltre 800.000 m², in cui sono stati girati blockbuster internazionali, tra cui, Barabba di Fleischer, Waterloo di Bondarčuk, La bisbetica domata di Zeffirelli, La voce della Luna di Fellini, poi utilizzati anche per produzioni TV - rilevata in seguito dalla Cosmos Cinematografica; il consorzio alimentare "La Capitale"; la Bridgestone e, dall'ottobre 2003, l'outlet McArthur Glen. Il 24 luglio 2014, a seguito della riconversione degli stabilimenti Dinocittà, apre il parco tematico Cinecittà World, dedicato al mondo del cinema e disegnato dallo scenografo Dante Ferretti.